# Ilkorščina
Ilkorščina (izvirno angleško Ilkorin) je umetni jezik angleškega pisatelja in jezikoslovca Johna Ronalda Reuela Tolkiena.